# Duktilitet
Duktilitet (latin: ductilis, som lader sig lede), plasticitet eller formbarhed bruges specielt om metallernes evne til at lade sig forme ved plastisk bearbejdning, f.eks. ved smedning, valsning, træk o.l. Som målestok for duktilitet benytter man som regel brudforlængelse eller indsnøring bestemt ved trækprøvning. Duktilitet hos et metal afhænger af dets sammensætning, struktur og af termisk og mekanisk forhistorie. Normalt finder man størst duktilitet hos meget rene metaller.